# Cosmisoma pulcherrimum
Cosmisoma pulcherrimum är en skalbaggsart som beskrevs av Bates 1870. Cosmisoma pulcherrimum ingår i släktet Cosmisoma och familjen långhorningar. Inga underarter finns listade i Catalogue of Life.